# Südliche Flachkopfbeutelmaus
Die Südliche Flachkopf-Beutelmaus (Planigale tenuirostris), auch Spitznasen-Flachkopf-Beutelmaus genannt, ist ein sehr kleiner Vertreter aus der Familie der Raubbeutler. Sie kommt im Landesinneren des östlichen Australien vor.

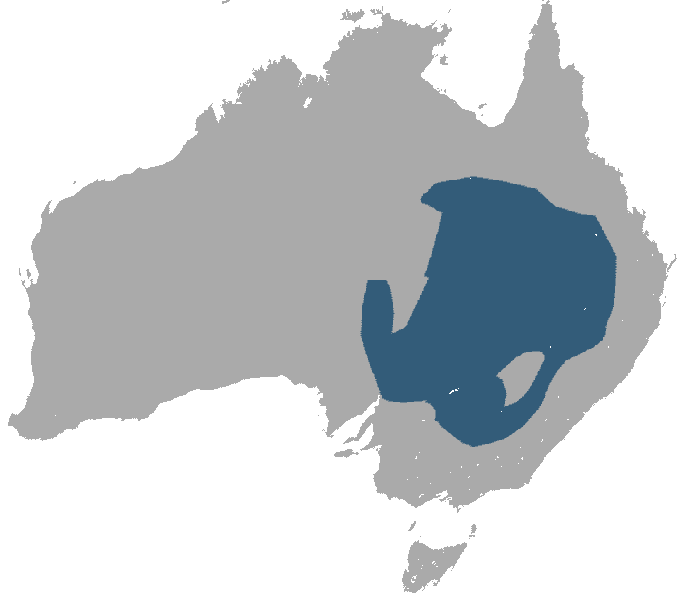
Verbreitungskarte der Südlichen Flachkopf-Beutelmaus

## Merkmale
Die Südliche Flachkopf-Beutelmaus hat eine Kopf-Rumpf-Länge von 5 bis 7,5 cm einen 5 bis 6,5 cm langen Schwanz und wiegt 4 bis 7 g. Der Kopf ist flach und dreieckig, mit zugespitzter Nase. Die Augen stehen perlenartig hervor. Die Ohren sind klein, rund und liegen am Kopf an. Das seidige Fell ist auf der Rückenseite rostbraun und am Bauch weißlich. Der Schwanz ist dünn und etwa ebenso lang wie Kopf und Rumpf. Rumpf und Hinterbeine der Tiere sind äußerst flexibel und ermöglichen ihnen durch engste Spalten zu schlüpfen. Die Südliche Flachkopf-Beutelmaus ist der Nördlichen Flachkopfbeutelmaus (Planigale ingrami) zum Verwechseln ähnlich, ist aber deutlich schwerer als diese (Durchschnittsgewicht 5,5 g vs. 4,6 g). Ihr Kopf ist weniger abgeflacht, die Schnauze ist schmaler und Schneidezähne und Prämolaren sind größer als bei ihrer Verwandten. Die Tiere haben je drei Prämolaren auf jeder Seite von Ober- und Unterkiefer.

## Lebensraum
Die Südliche Flachkopfbeutelmaus lebt in offenem Grasland, im Tussockgrasland, im Buschland und in dichter Vegetation an den Ufern von temporären Bächen. Die Böden sind trocken und meist lehmig, manchmal auch steinig und vor allem mit verschiedenen Fuchsschwanzgewächsen wie Maireana aphylla, Tecticornia medullosa, den Meldengewächsen Atriplex nummularia und Atriplex vesicaria bewachsen. Im Süden der Flinderskette kommt sie auch im Mallee und in hohen Wälder mit Beständen von Eucalyptus goniocalyx und Eucalyptus leucophloia vor. Im Norden der Flinderskette lebt sie in hügeligem, mit Stachelkopfgräsern (Triodia) bestandenem Grasland. In den Wüstenzonen von New South Wales kommt sie gemeinsam mit Giles-Flachkopfbeutelmaus (P. gilesi) und der Dickschwänzigen Schmalfußbeutelmaus (Sminthopsis crassicaudata) vor. Wahrscheinlich nutzen die Tiere aber ein unterschiedliches Mikrohabitat. Die Nördliche Flachkopfbeutelmaus kommt vor allem in Gebieten mit höher wachsenden Pflanzen vor.

## Lebensweise
Die Südliche Flachkopf-Beutelmaus ist nachtaktiv und kann im Sommer zu allen Stunden in der Nacht aktiv sein. Im Winter, wenn die Nachttemperatur auf Werte um den Gefrierpunkt fallen kann, beschränkt sich die Aktivitätszeit auf die Stunden vor Sonnenaufgang und nach Sonnenuntergang. Etwa 70 % ihrer Aktivitätszeit verbringen sie unterirdisch. 27 auf ihre Bewegungsmuster untersuchte Männchen legten während ihrer aktiven Zeit im Schnitt eine Strecke von 172 Meter zurück (max. 600 m). Bei acht untersuchten Weibchen waren es nur 100 Meter (max. 550 m). Den Tag und die nicht aktive Zeit in der Nacht verschlafen sie oder ruhen in selbst gegrabenen Höhlen im Erdboden, die je nach Bodenbeschaffenheit 30 cm bis 2 Meter tief sein können. Im Schnitt schlafen oder ruhen sie mehr als 21 Stunden des Tages. Die Ruhezeiten verbringen sie allein oder, besonders im Winter, zu mehreren. Während der kalten Jahreszeit können sie auch in einen Torpor fallen und den Stoffwechsel- und Energieumsatz um 30 bis 50 % senken. Die Südliche Flachkopf-Beutelmaus ernährt sich von Käfern, Grillen, Motten, Grashüpfern, Spinnen und Tausendfüßer. Bei der Nahrungssuche steckt sie ihren keilförmigen Kopf in Falllaub oder zwischen Graswurzeln. Sie kann Beutetiere überwältigen, die größer sind als sie selbst und tötet diese durch Bisse in Kopf und Körper. Um größere Beutetiere zu fressen, setzen sich die Tiere oft auf die Hinterbeine, während sie ihre Nahrung mit den Vorderpfoten halten. Ihren Feuchtigkeitsbedarf decken sie mit der Nahrung und sind nicht auf offenes Wasser angewiesen.

## Fortpflanzung
Die Fortpflanzungszeit der Südlichen Flachkopfbeutelmaus beginnt im späten Juli oder frühen August und reicht bis Mitte Januar des nächsten Jahres. In diesem Zeitraum gebären die Weibchen ein oder zwei Mal. Die durchschnittliche Wurfgröße umfasst 6 Jungtiere, jedoch sind auch 10 bis 12 möglich. Die Geburt findet 19 Tage nach der Paarung statt. Bei der Geburt sind die Jungtiere 3 mm lang und haarlos. Sofort nach der Geburt saugen sie sich für einen Zeitraum von 40 Tagen an einer Zitze im Beutel fest. Den Rest der Zeit bis zur Selbstständigkeit verbringen sie in einem Nest. Sie öffnen ihre Augen nach etwa 51 Tagen und sie sind nach ca. 95 Tagen selbstständig. Nur 15 % der Südlichen Flachkopfbeutelmäuse werden älter als zwei Jahre.

## Gefährdung
Die IUCN stuft die Südliche Flachkopf-Beutelmaus aufgrund ihres großen Verbreitungsgebietes und ihrer Häufigkeit als ungefährdet (Least Concern) ein. Der Bestand fluktuiert abhängig von der Häufigkeit der Regenfälle.